# Quissamã
Quissamã là một đô thị thuộc bang Rio de Janeiro, Brasil. Đô thị này có diện tích 715,877 km², dân số năm 2007 là 16044 người, mật độ 22,4 người/km².